# Gabriel Oprea
Gabriel Oprea, né le 1er janvier 1961 à Fundulea, est un homme d'État roumain.

## Biographie

### Carrière de haut fonctionnaire
Officier de l'armée roumaine sous la dictature de Nicolae Ceausescu à partir de 1983, il devient officier de justice militaire sept ans plus tard, après avoir obtenu un diplôme de droit à l'université de Bucarest. Il garde ce poste après la chute de la dictature. En 2001, il est nommé directeur de l'agence nationale des réserves de l'État (ANRS), avec rang de secrétaire d'État, puis préfet de Bucarest en 2002.

### Ministre à deux reprises
Il adhère au PSD en 2003, et est nommé ministre délégué à l'Administration publique, auprès du ministre de l'Intérieur, le 19 juin, dans le gouvernement dirigé par Adrian Năstase. Élu à la Chambre des députés en 2004, il revient au gouvernement le 22 décembre 2008, après les élections législatives, en tant que ministre de l'Administration et de l'Intérieur de la « grande coalition » dirigée par le démocrate-libéral Emil Boc. Il est remplacé dès le 12 janvier 2009, soit seulement 20 jours après sa nomination, sur décision du PSD.

### La scission du PSD
Les sociaux-démocrates ayant fini par quitter le gouvernement, ils soutiennent une motion de censure de l'opposition, qui est adoptée le 13 octobre par le Parlement. Boc parvient toutefois à former une alliance avec le parti de la minorité hongroise, et nomme un nouveau gouvernement le 23 décembre, dans lequel Gabriel Oprea est ministre de la Défense nationale. En 2010, il fonde l'Union nationale pour le progrès de la Roumanie (UNPR), avec des dissidents du PSD, et en devient président exécutif.

### De l'opposition à la réconciliation
Reconduit par Mihai Răzvan Ungureanu le 9 février 2012, il est remplacé le 7 mai par Corneliu Dobriţoiu. Dans le cadre de la préparation des élections législatives du 9 décembre suivant, l'UNPR passe un accord avec le PSD pour former l'Alliance de centre gauche (ACS), composante de l'Union sociale-libérale (USL), prélude à la réunion des deux partis.
À la suite de la large victoire de l'USL, il devient, le 21 décembre, vice-Premier ministre du deuxième gouvernement de Victor Ponta, ainsi que ministre des Affaires intérieures à partir du 4 mars 2014.
En octobre 2015, il est critiqué après la mort d’un policier qui faisait partie de son cortège. De possibles abus de sa part sont alors évoqués du fait de l’utilisation de motocyclistes ouvreurs pour chacun de ses déplacements en ville, ce qui est contraire à la loi. Il refuse de quitter le gouvernement, mais Victor Ponta est contraint à la démission le mois suivant, après d'importantes manifestations dans le pays. Le 9 novembre, quatre jours après Ponta, il démissionne du gouvernement.
En septembre 2016, à la suite de manifestations dénonçant l'immunité qui lui avait été accordée par le Sénat, il démissionne de son mandat de sénateur pour permettre aux procureurs de poursuivre leur enquête le visant pour « homicide involontaire ». Il quitte cette même année l’UNPR avant d'y revenir deux ans plus tard, en 2018.
Dans la foulée de l'échec de Viorica Dăncilă au second tour de l'élection présidentielle de 2019, il est annoncé qu'il réintègre le PSD et en devient vice-président avec droit de vote au sein du comité exécutif. Cependant, Marcel Ciolacu, devenu entre-temps président par intérim du PSD, déclare qu'Oprea n'est ni membre ni vice-président du parti.